# Lake Poets

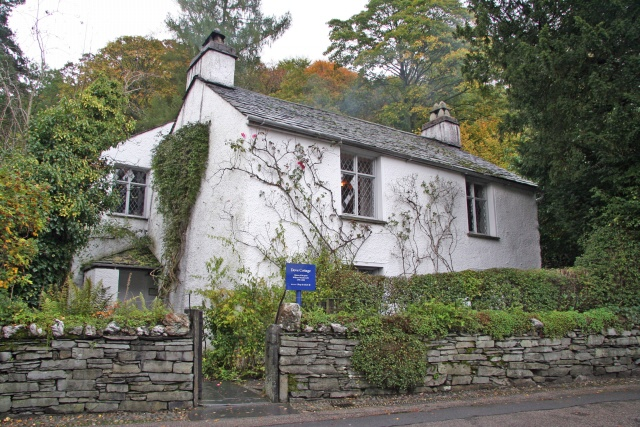
Dove Cottage in Grasmere, waar Wordsworth jarenlang woonde

Lake Poets is de benaming voor een kleine groep dichters die langere of kortere tijd leefden en werkten in het Noord-Engelse Lake District.
De groep bestond uit de met elkaar bevriende romantische dichters William Wordsworth, Samuel Taylor Coleridge en Robert Southey.
Wordsworth groeide op in dit gebied, en vestigde zich in 1799 in Grasmere. Zijn vriend en toeverlaat Coleridge zocht zijn toevlucht in 1800 in Keswick en Southey volgde hem in 1803. In veel van hun werk beschreven zij de schoonheid van het Merengebied. Wordsworth en Coleridge publiceerden gezamenlijk in 1798 het voor de romantische beweging invloedrijke en baanbrekende werk Lyrical Ballads.